# Шац-Марьяш, Рута Максовна
Рута Максовна Шац-Марьяш (латыш. Ruta Marjaša; 4 февраля 1927, Рига, Латвия — 29 ноября 2016, Рига, Латвия) — латвийская юристка, писательница, политический деятель. Депутат 5-го и 6-го Сейма Латвии (от партии «Латвийский путь») и Верховного Совета Латвии (от Народного фронта Латвии).

## Биография
Родилась в семье юриста, писателя, видного деятеля еврейского рабочего движения Макса Урьевича Шаца-Анина (22 июня 1885—10 января 1975) и его супруги Фани Самойловны, урождённой Розенберг (1 мая 1898 — 16 марта 1984), в Риге. Когда девочке был год, её отец ослеп и дальнейшие годы жизни и творчества провёл, диктуя свои произведения супруге. Впоследствии вспоминала, что отец задавал духовную атмосферу в доме и заложил в ней тягу к творчеству, проявившуюся очень рано, в 9 лет, когда она написала свои первые стихи.
Начала учиться в Рижской первой основной школе имени Валдиса Залитиса, освоив там латышский язык.
В начале Великой Отечественной войны семья Шацев была эвакуирована из Риги в Ярославскую область, село Кукобой Первомайского района, а затем в Казахстан, в Алма-Ату.
В конце 1944 года, когда Рига была освобождена от нацистов, семья вернулась домой, и Рута продолжила учёбу в Рижской 10-й средней школе, которую закончила в первом выпуске, в 1945 году.
Поступила на юридический факультет Латвийского государственного университета, который успешно окончила в 1950 году. В начале 1950-х годов пострадала в ходе борьбы с космополитами, её отец и мать были арестованы 18 февраля 1953 года, однако освобождены 29 апреля того же года. Она дважды ездила в Москву хлопотать за них, заявляя о их невиновности.
Рута Шац, в замужестве Марьяш, проработала адвокатом 33 года, была членом Рижской коллегии адвокатов. В 1984 году вышла на пенсию, после чего занялась обработкой архива своего отца.
С началом «Атмоды» включилась в общественную деятельность, став видным деятелем Народного фронта Латвии (НФЛ).
Была избрана депутатом Верховного Совета Латвийской ССР последнего созыва, который проголосовал за восстановление независимости Латвии. Согласно принятому Сеймом 4 мая 1999 года закону «О правовом положении и пенсиях депутатов Верховного Совета», за эти заслуги вместе с другими депутатами от НФЛ получила право на персональную пенсию в размере 80 % от текущей зарплаты действующих депутатов Сейма.
В 1995 года издала книгу воспоминаний об отце и занялась литературным творчеством, снова начав сочинять собственные стихи и переводить поэзию Аспазии. Участвовала в работе общества «Наследие Аспазии». В 2003 году издала книгу «Калейдоскоп моих воспоминаний».

## Общественная деятельность
В 1951—1990 годах являлась членом ВКП(б)-КПСС.
В 1988 году она участвовала в организации Латвийского общества еврейской культуры и создании в нём группы Народного фронта Латвии (НФЛ).
Она также участвовала в учреждении Латвийской ассоциации национально-культурных обществ и организации Форума народов Латвии в декабре 1988 года вместе с Итой Козакевич, Ромуальдом Ражуксом и другими представителями национальных меньшинств Латвии.
На II конгрессе НФЛ была избрана в Ревизионную комиссию, участвуя от её имени в заседаниях правления.
В 1989 году как кандидат НФЛ избрана в Совет народных депутатов Кировского района Риги (ныне Центральный район), а в марте 1990 года — в Верховный Совет Латвийской ССР.
Перевела на русский язык декларацию «О восстановлении независимости Латвийской Республики», принятую 4 мая 1990 года Верховным Советом. Голосовала за её принятие.
Работала в комиссии Верховного Совета по правам человека и национальным вопросам.
В 1993 году вошла в число основателей объединения «Латвийский путь» и по его списку избрана в 5-й Сейм. Была заместителем председателя юридической комиссии.
На следующих выборах неудачно баллотировалась в Сейм, не была избрана, однако после ухода однопартийца Айвара Эндзиньша в Конституционный суд заняла его место в парламенте. Работала в юридической комиссии и комиссии по мандатам и этике.
В выборах в 7-й Сейм не участвовала, с ноября 1998 года до ноября 1999 года работала консультантом фракции «Латвийского пути» в Сейме.
С осени 1995 года до осени 2005-го работала как латвийский представитель в Комиссии Евросовета по борьбе с ксенофобией, расизмом и нетерпимостью (ECRI).
Состояла в КПСС, а после восстановления государственной независимости Латвии — в партии «Латвийский путь». Член Латвийской коллегии адвокатов.

## Книги
Автор книг «Быль, явь и мечта», «Калейдоскоп моей памяти», переводчица

 на русский язык стихов Аспазии.

## Награды и звания
Дважды награждена Орденом трёх Звёзд (1995 и 2000).